# 横田未来
横田 未来（よこだ みらい、2002年〈平成14年〉9月8日 - ）は、日本の女優、モデル、インフルエンサーであり、YouTubeチャンネルMelTVの元メンバーである。
沖縄県出身。血液型AB型。身長160 cm。incubation所属。

## 来歴
小学1年生から地元でガールズダンスユニットとして芸能活動を開始。中学校時代は学業と部活に専念し、高校入学と同時に上京。
所属してすぐに2019年・2020年と、SUIT SELECTの広告に抜擢された。

### メディアへの出演
2020年7月、ABEMAにて配信された恋愛バラエティ番組「今日、好きになりました。夏空編」、同年9月に「今日、好きになりました。金木犀編」へ参加した。同年8月、個人チャンネルである「横田未来チャンネル」を開設した。同年同月、超十代チャンネルへの出演が始まった。同年12月、振袖TEENS3期メンバーとして、高橋かの、樽井みか、石川翔鈴、粕谷音とともに活動を始めた。
2021年6月、YouTubeチャンネルMelTVの新レギュラーメンバーに抜擢される。
2022年7月14日・21日、7月期フジテレビ系木曜劇場『純愛ディソナンス』第1話・第2話に出演し、テレビドラマ初出演を果たし女優デビュー。
2023年2月25日から3月25日、日本テレビ系Zドラマ『沼る。港区女子高生』で連続ドラマに初めてレギュラー出演。同年12月8日から10日、秋葉原にて開催されるふるさと映画祭にて上映される映画「貧困女子」で主演を務め、映画初出演にして映画初主演。
2024年3月、MelTVを卒業。

## 人物
- 日本とメキシコのクウォーター[1]。
- 4人姉妹の三女で二女の姉は山川未菜（旧：横田美菜）、四女は横田きらり。
- 『今日、好きになりました。』で同じ旅立った石川涼楓や『超十代チャンネル』で共演の多いいかみりん（かなやまななえとおおのほのか）と仲が良い。
- 同じ事務所のincubationに山之内すずや「今日、好きになりました。」にも出演した神谷侑理愛や能戸谷このんなどがいる。
- 沖縄のダンススクールColorsで池間夏海と同じダンスユニットLollipopで活動していた。
- BTSのファンである。
- ラッパー、TikTokerのピラフ星人と交際している。

## 出演

### テレビ
- 有吉ダマせたら10万円（2020年2月22日、フジテレビ）
- ビットワールド（2021年2月12日 - 2021年2月26日、Eテレ）- ヨコダミライ 役

### テレビドラマ
- 純愛ディソナンス 第1話・第2話（2022年7月14日・21日、フジテレビ） - クラスメイト 役[9]
- 沼る。港区女子高生（2023年2月25日 - 3月25日、日本テレビ） - 伊藤紗栄子 役[10][12]
- アオハライド（WOWOW） - 平山すずか 役
  - Seaosn1（2023年9月22日 - 11月10日）
  - Season2（2024年1月19日 - 2月23日）[13]

### 配信ドラマ
- 沼る。港区女子高生 特別版 放課後編（2023年2月14日 - 18日、TVer） - 伊藤紗栄子 役[14]

### 映画
- 貧困女子（2023年12月8日 - 10日、ふるさと映画祭にて上映） - 主演・岸田由里 役[15]

### 短編映画
- こざんちゅ（2024年12月公開予定） - 主演・陽葵 役[16]

### Web
- 今日、好きになりました。（AbemaTV）
  - 夏空編（2020年7月27日 - 8月31日）[17]
  - 金木犀編（2020年9月7日 - 10月5日）[18]
  - 冬休み特別編（2020年12月28日）
  - ふたりで旅に出ませんか? （※Abemaプレミアム限定配信）

### YouTube
- 超十代チャンネル[19]
- MelTV（2021年6月11日 - 2024年3月30日）